# Automolis katriona
Automolis katriona är en fjärilsart som beskrevs av Sergius G. Kiriakoff 1957. Automolis katriona ingår i släktet Automolis och familjen björnspinnare. Inga underarter finns listade i Catalogue of Life.